# Dolmen de Penker-Ar-Bloaz
Le dolmen de Penker-Ar-Bloaz est un dolmen situé sur la commune de Plomeur, dans le département français du Finistère.

## Historique
L'édifice est mentionné par Flagelle en 1878. Il a été fouillé par Paul du Châtellier en 1879. Il est classé au titre des monuments historiques par arrêté du 16 janvier 1924.

## Description
Selon du Châtellier, le tumulus mesurait, avant sa fouille, 50 m de long sur 20 m de large pour une hauteur de plus de 4 m. Il renfermait un dolmen simple orienté nord-est/sud-ouest ouvrant au nord-est. La chambre est délimitée par deux grands orthostates, côtés nord et sud, et un muret en pierres sèches côté sud-ouest. Une dalle placée dans l'angle nord-est délimitait l'entrée de la chambre. L'ensemble est recouvert par une unique table de couverture de 3,40 m de long sur 2,80 m de large et 0,40 m d'épaisseur en granite à gros grains. Le fond de la chambre était recouvert d'un dallage grossier reposant sur un lit de terre jaune d'environ 0,40 m d'épaisseur.

## Matériel archéologique
Selon du Châtellier, le dolmen était inviolé et la chambre était remplie d'une couche de terre sur 1,40 m de hauteur. Sous cette terre, il découvrît quelques ossements de cheval (dents, fragment de mâchoire), une couche d'environ 3 cm d'épaisseur composée de cendres et de charbons de bois, un petit matériel archéologique constitué d'éléments lithiques (éclats et pointe de flèche en silex), une pendeloque en oligiste de couleur brune et des tessons de céramique correspondant à trois vases distincts. Le premier vase est une poterie grossière, à pâte noirâtre et dégraissant en gros grains de quartz, en forme de « pot-de-fleur », un second totalement écrasé impossible à reconstituer et un troisième à fond rond, à pâte fine et bien cuite, de couleur brun-rouge, comportant des dessins en relief de chevrons et petits traits verticaux.